# 日伯関係
日伯関係（にっぱくかんけい、ポルトガル語: relações entre Brasil e Japão、英語: Brazil–Japan relations、日本とブラジルの関係）は、日本とブラジルの二国間関係を指す。

## 概要
| 調査対象国     | 肯定 | 否定 | どちらでもない | 肯定-否定 |
| -------------- | ---- | ---- | -------------- | --------- |
| 中国           | 22%  | 75%  | 3              | -53       |
| スペイン       | 39%  | 36%  | 25             | 3         |
| トルコ         | 50%  | 32%  | 18             | 18        |
| パキスタン     | 38%  | 20%  | 42             | 18        |
| インド         | 45%  | 17%  | 38             | 28        |
| ロシア         | 45%  | 16%  | 39             | 29        |
| ペルー         | 56%  | 25%  | 19             | 31        |
| ナイジェリア   | 57%  | 24%  | 19             | 33        |
| イギリス       | 65%  | 30%  | 5              | 35        |
| メキシコ       | 59%  | 23%  | 18             | 36        |
| ケニア         | 58%  | 22%  | 20             | 36        |
| ドイツ         | 50%  | 13%  | 37             | 37        |
| インドネシア   | 57%  | 17%  | 26             | 40        |
| アメリカ       | 65%  | 23%  | 12             | 42        |
| ギリシャ       | 52%  | 9%   | 39             | 43        |
| フランス       | 74%  | 21%  | 5              | 53        |
| ブラジル       | 70%  | 15%  | 15             | 55        |
| オーストラリア | 78%  | 17%  | 5              | 61        |
| カナダ         | 77%  | 12%  | 11             | 65        |

日本は、1895年に初めてブラジルと外交関係を樹立した。第二次世界大戦後、日本は外国援助を通じてブラジルとの通商関係を強化した。対外直接投資は、ブラジルの産業発展のために用いられた。日系移民は他国よりもブラジルに最も多く見られ、そのことにより日系ブラジル人はブラジルの人口動態において大きな存在感を放っている。
1952年4月29日、戦後初めてブラジル大統領から天皇誕生日の祝電が寄せられ、これに昭和天皇が答電を発した。
1970年3月11日、当時のサンパウロ総領事大口信夫が誘拐される。誘拐犯の要求は政治犯5人をメキシコに亡命させるというものであり、ブラジル政府は要求を受諾。釈放した政治犯がメキシコへ到着した同年3月15日になって、総領事は無事に釈放された。
2017年のBBCワールドサービスによる世界世論調査 (World Service Poll) によると、ブラジル人の70%が日本の影響力に対して望ましいとの見解を示しており、望ましくないとの見解を示したのはわずか15%のみであり、ブラジルは世界でも最も親日的な国のうちの一つであると言える。2013年のBBCワールドサービスによる世界世論調査 (World Service Poll) によると、日本人の40%がブラジルの影響力に対して望ましいとの見解を示しており、望ましくないとの見解を示したのはわずか3%のみであった。
2018年時点で、日本企業500社以上がブラジルに進出している。
2021年10月12日、ブラジル政府から元皇族の小室眞子（皇籍離脱前は眞子内親王）にリオ・ブランコ勲章大十字型章が授与された。2018年に日本人移住110周年を迎えたブラジルを公式訪問しており、「友好関係を増進した」として贈られた。宮内庁によると、小室は訪問時の歓迎に改めて感謝し、「日本、ブラジルの友好関係が深まることを願います」と述べた。

## 外交使節

### 駐日ブラジル大使
- エリオ・デ・ブルゴス・カバル（ドイツ語版）（1974～1976年、信任状捧呈は12月27日[11]）
- フェルナンド・ギマランエス・ヘイス（1996～2001年、信任状捧呈は2月9日[12]）
- イヴァン・オリヴェイラ・カナブラーヴァ（ドイツ語版）（2001～2005年、信任状捧呈は7月27日[13]）
- アンドレ・マットーゾ・マイア・アマード（2005～2008年、信任状捧呈は12月12日[14]）
- （臨時代理大使）ジョアォン・バチスタ・ラナーリ・ボ（2008年）
- ルイス・アウグスト・デ・カストロ・ネーベス（2008～2010年[15]、信任状捧呈は11月19日[16]）
- （臨時代理大使）オタヴィオ・エンヒッケ・ジアス・ガルシア・コルテス（2010～2011年）
- マルコス・ベゼーハ・アボッチ・ガウヴォン（ポルトガル語版、英語版）（2011～2013年、信任状捧呈は3月25日[17]）
- （臨時代理大使）アレシャンドレ・ジョゼ・ヴィダウ・ポルト（ポルトガル語版、英語版）（2013年）
- アンドレ・アラーニャ・コヘーア・ド・ラーゴ（2013～2018年、信任状捧呈は11月7日[18]）
- （臨時代理大使）フランシスコ・ペッサニア・カンナブラヴァ（2018～2019年）
- エドゥアルド・パエス・サボイア（2019[19] ～2022年[20]、信任状捧呈は3月7日[21]）
- （臨時代理大使）フランシスコ・ペッサニヤ・カンナブラヴァ（2022年）
- オタヴィオ・エンヒッケ・ジアス・ガルシア・コルテス（2022年～、信任状捧呈は10月28日[22]）